# مصطفی کوکوویچ
مصطفی کوکوویچ (انگلیسی: Mustafa Kučuković؛ زادهٔ ۵ نوامبر ۱۹۸۶) بازیکن فوتبال اهل آلمان است.
از باشگاه‌هایی که در آن بازی کرده‌است می‌توان به باشگاه فوتبال گروتر فورث، باشگاه فوتبال سوندریوسکه، باشگاه فوتبال هامبورگ، باشگاه فوتبال مونیخ ۱۸۶۰، باشگاه فوتبال انرژی کوتبوس، و باشگاه فوتبال هانزا روستوک اشاره کرد.
وی همچنین در تیم‌های ملی فوتبال جوانان آلمان، و جوانان آلمان، و زیر ۲۱ سال آلمان بازی کرده‌است.